# Mémés déchaînées

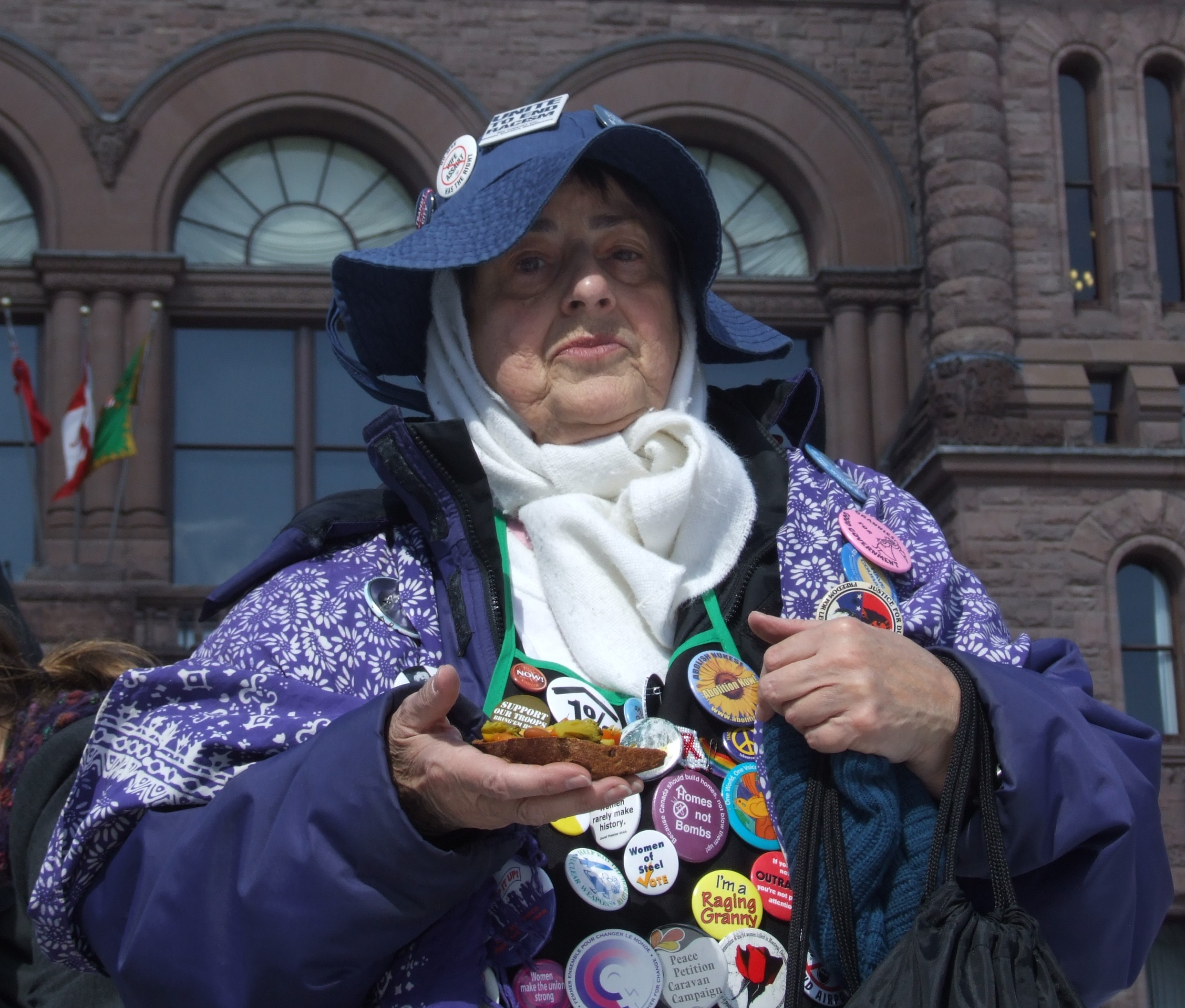
Une Mémé déchaînée à Toronto.

Les Mémés déchaînées existent depuis le début des années 2000 et constituent la faction francophone des Raging Grannies, un groupe militant ayant vu le jour en Colombie-Britannique au Canada en 1987,. Participant d'un "militantisme gris", elles s'associent à différentes causes (par exemple, l'environnement, la justice sociale et le féminisme, l'anti-guerre) et protestent de manière ludique par leurs vêtements et les paroles de leurs chansons.

## Travaux universitaires, reportages et films
Les œuvres listées montrent comment les Mémés déchaînées déboulonnent les stéréotypes de l'activiste et de la personne âgée, par exemple, ces femmes ne sont pas devenues plus conservatrices en vieillissant. 
- Urbania: Mémés déchaînées
- Raging Grannies IMDB
- Granny Power
- Two Raging Grannies[7]
- Les Super Mémés
- Rue89 NouvelObs - extraits d'entrevues

Les Mémés déchaînées ont également capté l'intérêt universitaire, comme en témoignent le livre The Raging Grannies: Wild Hats, Cheeky Songs and Witty Actions for a Better World et au Québec les travaux de Michèle Charpentier, Anne Quéniart, Nancy Guberman et Nathalie Blanchard.
Certaines Raging Grannies ont également écrit sur leur mouvement: Acker, Alison, and Betty Brightwell. Off Our Rockers and into Trouble: The Raging Grannies, Horsdal & Schubart Publishers, (30 septembre 2004)  (ISBN 1-894898-10-9 et 978-1-894898-10-2).

## Stéréotypes et militantisme
Les stéréotypes des femmes vieillissantes les présentent comme des citoyennes plus ou moins intéressantes socialement, intellectuellement et sexuellement, avec l'image dépréciatrice de la méchante belle-mère, celle de la bonne grand-mère, mais passive et isolée, et concentrée sur ses fourneaux, et celle de la vieille dame fragile et dépendante (fardeau) ; bref des personnes passives, apolitiques et nostalgiques. Par leur engagement, les Mémés présentent une autre facette des femmes vieillissantes, actives et socialement pertinentes, empruntant à des stratégies qui remontent au mouvement des femmes des années 1970-1980 pour mettre de l'avant leurs idées (théâtre, humour, etc.),.